# Katharinenstaffel

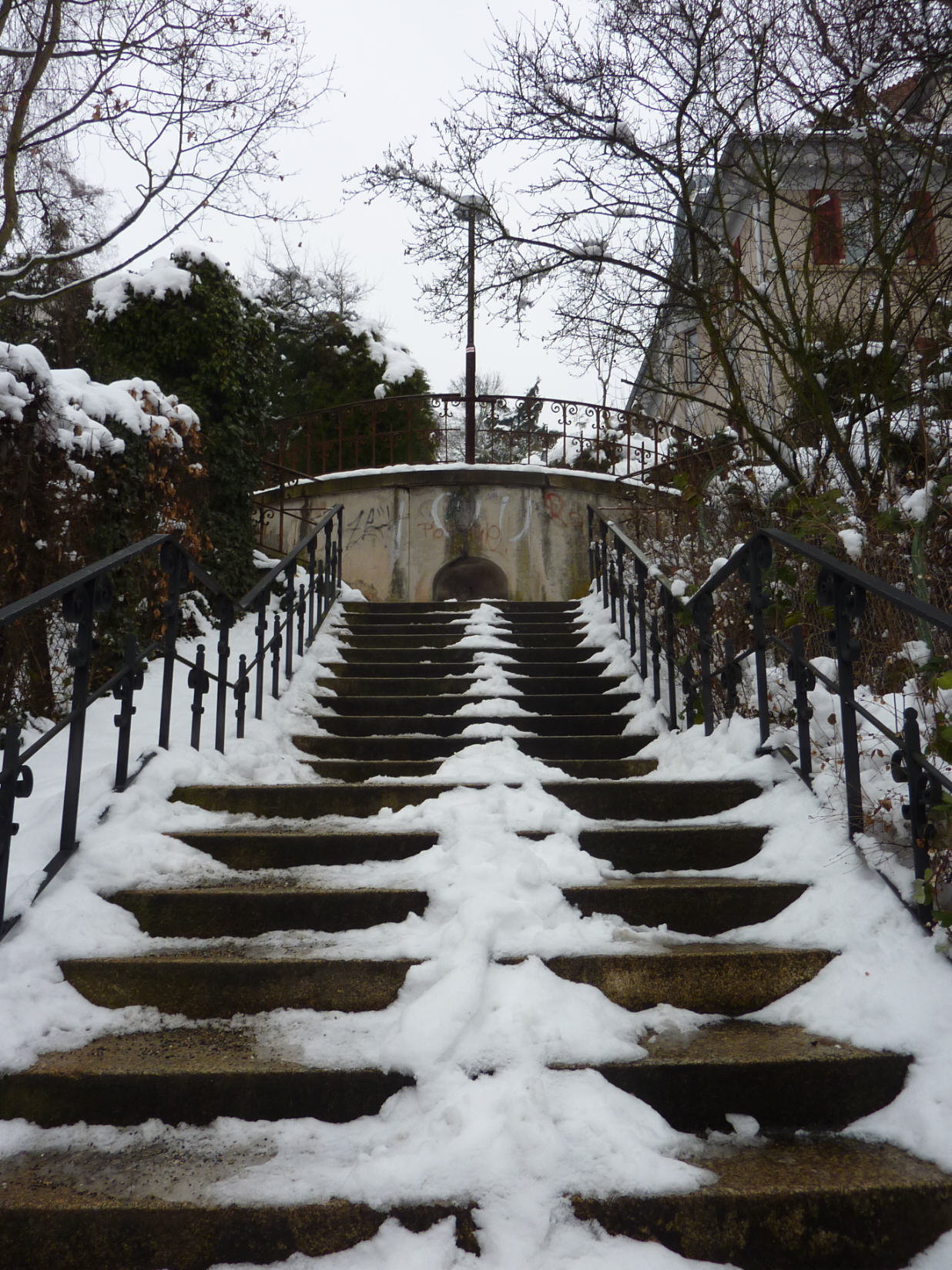
Blick zur oberen Aussichtsplattform der Katharinenstaffel

Die Katharinenstaffel ist eine Treppenanlage in Esslingen am Neckar, die 1901 gebaut wurde.
Die Katharinenstaffel verbindet als Fortsetzung der Katharinenstraße die Esslinger Innenstadt mit nördlichen Wohngebieten in Hanglage. Sie verläuft in Nord-Süd-Richtung. Ihr unteres, südliches Ende befindet sich am unteren Teil der Mülbergerstraße, die sie auf etwa halber Strecke noch einmal quert. Im weiteren Verlauf wird nach der Querung des Hölderlinwegs die Lenzhalde erreicht, von welcher, nach einem Versatz um ca. 50 Meter in östlicher Richtung, ein weiterer Abschnitt Richtung Flandernstraße den Abschluss bildet. Ursprünglich war die Trasse der Katharinenstaffel etwa 200 Meter lang. Der zweiarmige Antritt am unteren Ende ist erhalten geblieben. Wo die beiden Treppenarme zusammenlaufen, befindet sich eine erste kleine Aussichtsplattform, die durch Trägerfiguren und eine Inschrift geschmückt ist. Die zum Teil noch von den alten schmiedeeisernen Geländern gesäumte Treppe verläuft in mehreren Absätzen und besitzt noch eine zweite, halbrunde Aussichtsplattform mit Bank und Brunnen, an der sich die Treppe wiederum in zwei Arme teilt. Der obere Teil ist nicht in Originalform erhalten geblieben; der Übergang zum Hölderlinweg ist schmucklos.

## Bilder

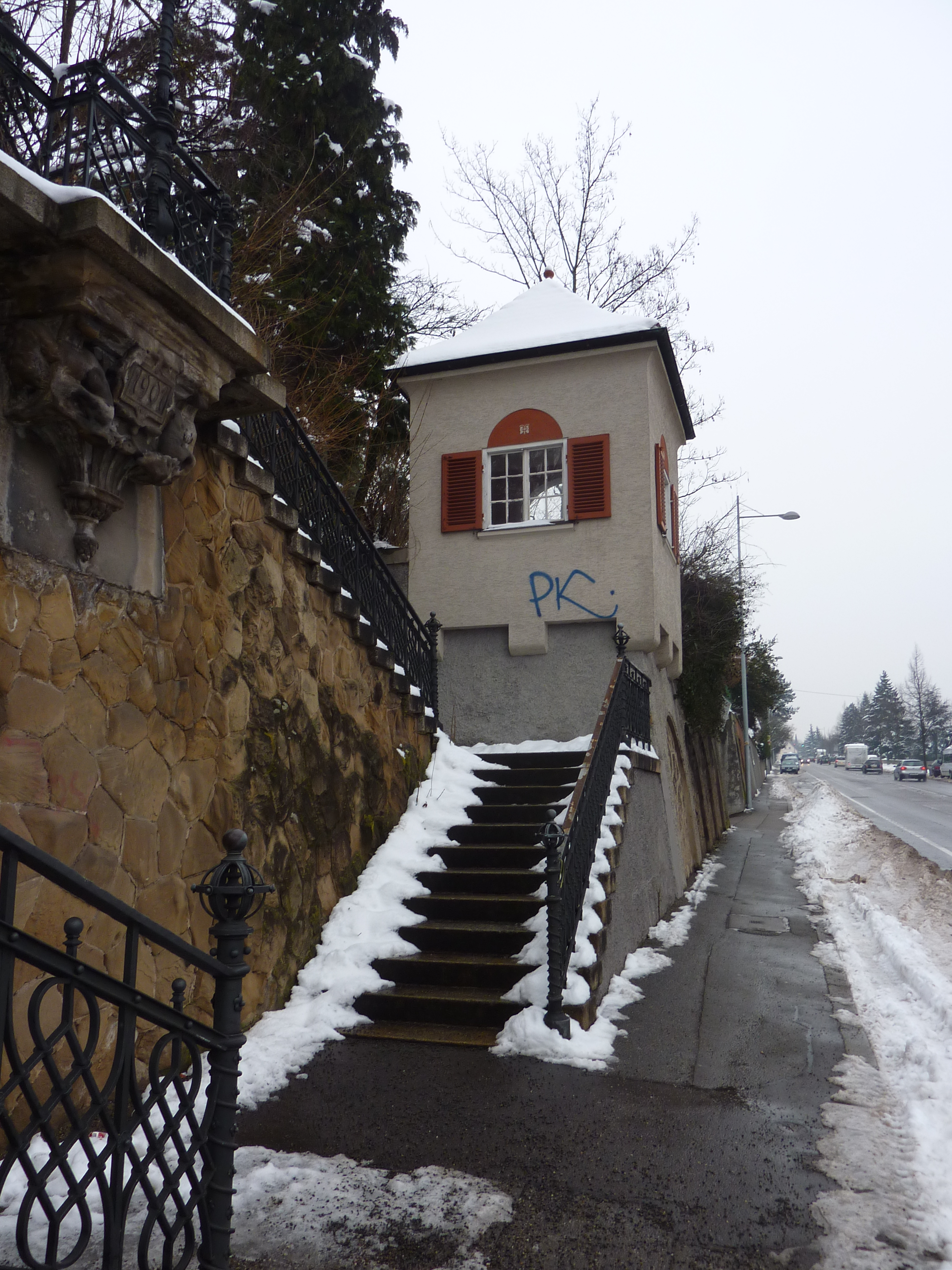
Antritt mit Türmchen an der Mülbergerstraße
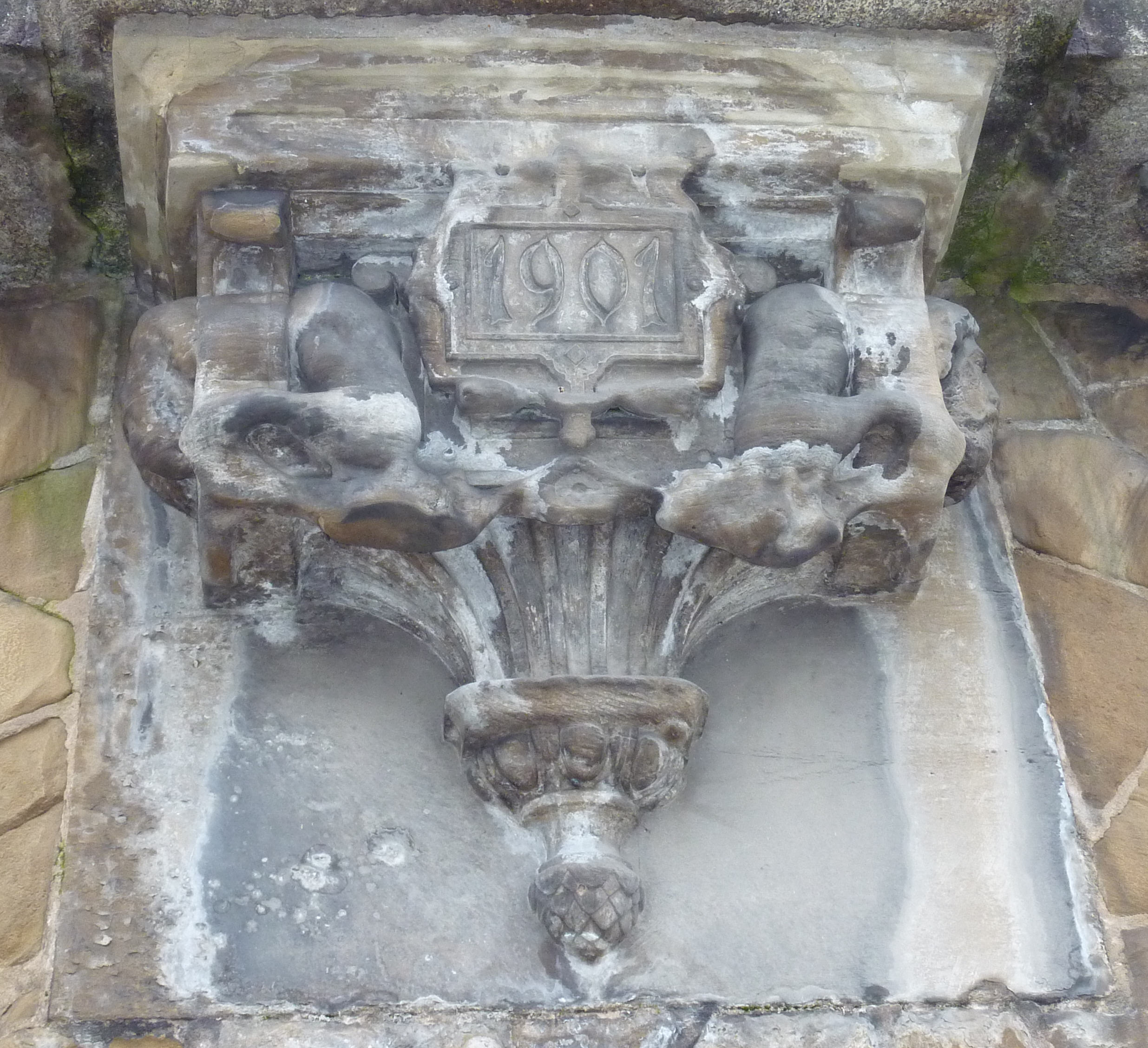
Jahreszahl und Atlanten
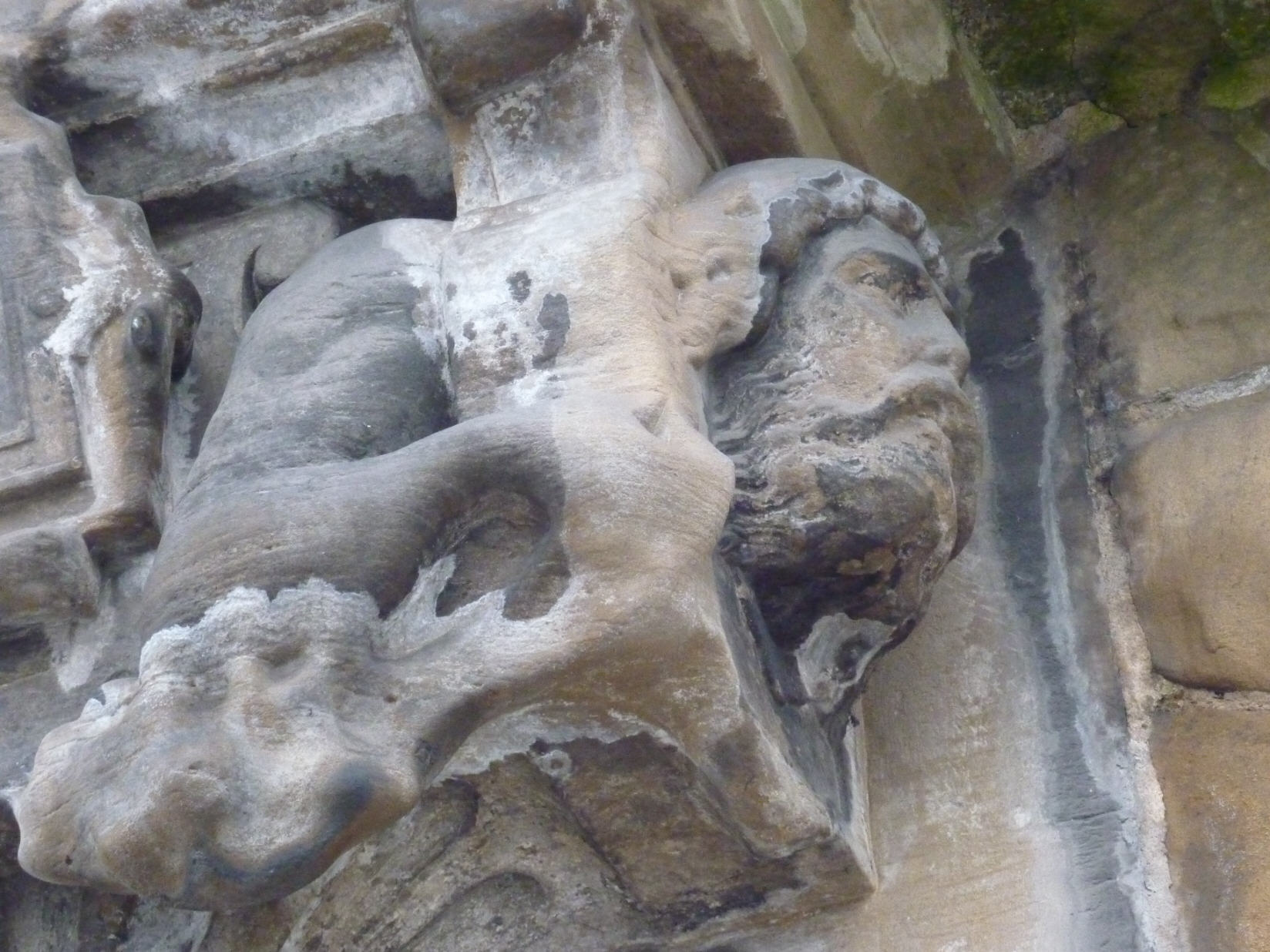
Rechter Atlant
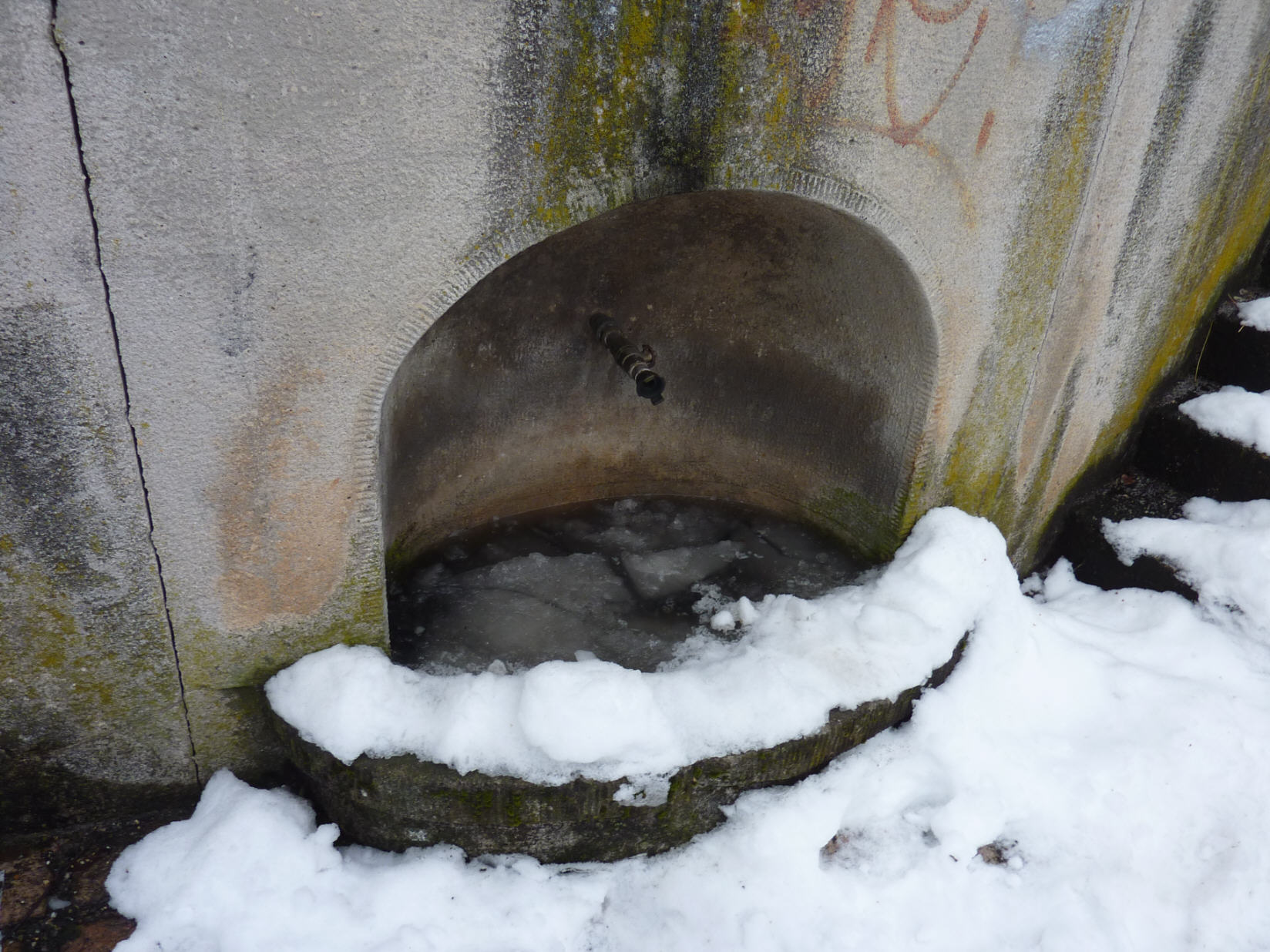
Brunnen auf der Aussichtsplattform